# Lagerstroemia pustulata
Lagerstroemia pustulata är en fackelblomsväxtart som beskrevs av Caetano Xavier Furtado och Montien. Lagerstroemia pustulata ingår i släktet Lagerstroemia och familjen fackelblomsväxter. Inga underarter finns listade i Catalogue of Life.